# حمله اکتبر ۲۰۱۷ صحرای غربی مصر
حمله اکتبر ۲۰۱۷ صحرای غربی مصر یک درگیری مسلحانه بود که روز جمعه ۲۱ اکتبر میان نیروهای امنیتی مصر و گروه موسوم به «حرکت ساعد مصر» (ح‌س‌م) در صحرای غربی آن کشور صورت گرفت که باعث کشته شدن دست‌کم ۵۳ مأمور امنیتی و پلیس آن کشور شد. مقامات کشور مصر خبر از کشته شدن ۱۵ نفر از گروه حمله‌کننده دادند.

## جزئیات
در روز جمعه ۲۰ اکتبر ۲۰۱۷ ستونی از نیروهای پلیس مصر در حال ردیابی مخفی‌گاهٔ گروه موسوم به «حرکت ساعد مصر» (ح‌س‌م) بود، که افراد این گروه که در مواضعی مرتفع‌تر از کاروان ‍پناه گرفته و مخفی شده بودند، با آرپی‌جی و بمب‌های دست‌ساز انفجاری ستون پلیس را هدف قرار داده‌اند. این حمله به درگیری مستقیم میان دو طرف انجامیده‌است.

## کشته و زخمی
در این حمله و درگیری، دست کم ۵۳ پلیس و نیروی امنیتی مصر کشته شدند و بنا به اظهارات مقام‌های دولت مصر به دلیل وجود زخمی‌ها از نیروهای امنیتی، انتظار افزایش شمار قربانیان است.
در بیانیه گروه «حرکت ساعد مصر»، گفته شده، ۲۸ تن از نیروهای امنیتی کشته و ۳۲ نفر زخمی شده‌اند. مقامات کشور مصر خبر از کشته شدن ۱۵ نفر از گروه حمله‌کننده دادند.

## مسئولیت حمله
«حرکت ساعد مصر» (ح‌س‌م)، طی بیانیه ای مسئولیت این حمله را بر عهده گرفت. این گروه از سال ۲۰۱۶ به اقدامات گسترده‌تر شبه‌نظامی دست زده‌است.
دولت مصر، گروه «ح‌س‌م» را شاخه نظامی اخوان‌المسلمین معرفی می‌کند. در حالی که اخوان‌المسلمین، اظهارات دولت مصر در مورد وابستگی این گروه به خود را رد کرده‌است.
این گروه از سال ۲۰۱۶ تاکنون مسئولیت چندین حمله به نیروهای پلیس، مقام‌های دولتی و قضائی مصر را بر عهده گرفته‌است؛ از جمله: سوءقصد به احمد ابو الفتوح، یکی از قاضیان دادگاه محمد مرسی، رئیس‌جمهوری برکنارشده مصر، تلاش برای سوءقصد به علی جمعه، مفتی اعظم پیشین مصر.